# Ханс фон Бартенслебен
Ханс фон Бартенслебен (на немски: Hans von Bartensleben; * ок. 1500; † 1542) е благородник от род Бартенслебен.
Той е син на Ханс фон Бартенслебен-Волфсбург (* ок. 1440; † пр. 8 април 1486) и съпругата му Армгард фон дер Шуленбург, а.д.Х. Беетцендорф (* ок. 1447; † сл. 1492), дъщеря на Бусо I фон дер Шуленбург († 1475/1477) и Армгард Елизабет фон Алвенслебен (* ок. 1419). Внук е на Гюнтер фон Бартенслебен († 1446/1453) и София фон Алвенслебен († 1461).
Брат е на Бусо фон Бартенслебен († 1548), господар на дворец Волфсбург в Долна Саксония и хауптман на Алтмарк.

## Фамилия
Ханс фон Бартенслебен се жени за Анна фон Велтхайм (* 1499; † 19 август 1575, Магдебург), сестра на Ахац фон Велтхайм († 1558), дъщеря на Курт фон Велтхайм (* ок. 1470; † 1545) и съпругата му Илза фон Оперсхаузен. Те имат дъщеря:
- Анна фон Бартенслебен (* ок. 1526; † 21 март 1555 при раждане), омъжена на 1 февруари 1549 г. в Калбе за Йоахим I фон Алвенслебен (* 7 април 1514, Калбе; † 1588/1596, Алвенслебен), хуманист, учен и реформатор, съветник на кардинал Албрехт фон Бранденбург от Магдебург.